# William Whiston
William Whiston (Norton-juxta-Twycross, 9 de dezembro de 1667 — 22 de agosto de 1752) foi um teólogo, historiador e matemático inglês.
Ele agora é provavelmente mais conhecido por ajudar a instigar a Lei da Longitude em 1714 (e suas tentativas de ganhar as recompensas que ela prometia) e suas importantes traduções das Antiguidades Judaicas e outras obras de Josefo (que ainda estão sendo publicadas). Ele foi um expoente proeminente do arianismo e escreveu A New Theory of the Earth.

## Vida e carreira
Filho de Josiah Whiston e Katherine Rosse, nasceu em Norton-juxta-Twycross, em Leicestershire, vila da qual seu pai era administrador. Teve educação privada, em parte devido à sua saúde delicada, e também porque ele podia atuar como amanuense para seu pai, que havia perdido a visão. Estudou na Queen Elizabeth Grammar School, Tamworth. Após a morte de seu pai entrou como sizar no Clare College, Cambridge, em 30 de junho de 1686, onde dedicou-se a estudar matemática, obtendo o grau de Bachelor of Arts (1690) e Masters of Arts (1693), e foi eleito fellow em 1691 e sênior probatório em 1693.
Whiston sucedeu seu mentor Isaac Newton como professor lucasiano de Mathematica na Universidade de Cambridge. Em 1710, ele perdeu o cargo de professor e foi expulso da universidade por causa de suas opiniões religiosas pouco ortodoxas. Porque Whiston reconheceu a Bíblia como um livro de verdade espiritual, ele rejeitou a noção de tormento eterno no fogo do inferno. Ele considerou isso absurdo e cruel, bem como um insulto a Deus. O que o opôs especialmente às autoridades da Igreja foi sua negação da Trindade, depois que uma extensa pesquisa o convenceu da origem pagã da doutrina da Trindade.

## Longitude
Em 1714, ele foi fundamental para a aprovação da Lei da Longitude, que estabeleceu o Conselho da Longitude. Em colaboração com Humphrey Ditton, ele publicou Um novo método para descobrir a longitude, tanto no mar quanto na terra, que foi amplamente referenciado e discutido. Pelos próximos quarenta anos, ele continuou a propor uma série de métodos para obter a recompensa da longitude. Em 1734, ele propôs usar os eclipses dos satélites de Júpiter.